# District de Berkararlyk
 (novembre 2020).
Le district de Berkararlyk est un district d’Achgabat la principale ville et capitale du Turkménistan. En tant que district, il a un maire (turkmène : häkim) nommé par le Président,.

## Étymologie
En turkmène, le mot berkarar signifie « stable, fort » avec un sens connotatif d'« inébranlable ». Le suffixe turcique -lyk dénote « l'état d'être », c'est-à-dire « la constance, la stabilité, la force ».